# Рогожены (Шолданештский район)
Рогожены, Рогожень (рум. Rogojeni) — село в Шолданештском районе Молдавии. Является административным центром коммуны Рогожены, включающей также железнодорожную станцию Рогожены.

## География
Село расположено на высоте 95 метров над уровнем моря.

## Население
По данным переписи населения 2004 года, в селе Рогожень проживает 71 человек (38 мужчин, 33 женщины).
Этнический состав села:
| Национальность | Число жителей | Процентный состав |
| -------------- | ------------- | ----------------- |
| молдаване      | 62            | 87.32             |
| украинцы       | 8             | 11.27             |
| русские        | 1             | 1.41              |
| Всего          | 71            | 100%              |